# Ian Brennan
Ian Brennan (Mount Prospect, 23 april 1978) is een Amerikaans scenarioschrijver, acteur en televisieproducent. Hij is voornamelijk bekend door zijn werk als bedenker en schrijver voor de Amerikaanse televisieserie Glee. Daarnaast is Brennan samen met Ryan Murphy bekend als de bedenkers en makers van de Amerikaanse Netflix-anthologieserie Monster, waarbij ieder seizoen als een losstaande serie dient. In september 2022 brachten zij hierin de eerste serie uit onder de naam Dahmer – Monster: The Jeffrey Dahmer Story. Deze serie werd in september 2024 opgevolgd door Monsters: The Lyle and Erik Menendez Story.

## Filmografie

### Film en televisie
| Jaar | Titel                        | Soort          | Rol                        | Bijzonderheden                        |
| ---- | ---------------------------- | -------------- | -------------------------- | ------------------------------------- |
| 2000 | Early Edition                | Televisieserie | Hotelmedewerker            | Aflevering "Everybody Goes to Rick's" |
| 2000 | Too Much Flesh               | Film           | Bert                       |                                       |
| 2002 | No Sleep 'til Madison        | Film           | Dave                       |                                       |
| 2006 | Flourish                     | Film           | Dr. Carter Kaufman         |                                       |
| 2006 | Growing                      | Korte film     | Schrijver, acteur (Jeremy) |                                       |
| 2006 | Save the Last Dance 2        | Film           | Franz                      |                                       |
| 2007 | I Think I Love My Wife       | Film           | Medewerker in warenhuis    |                                       |
| 2007 | Law & Order: Criminal Intent | Televisieserie | Lance Morein               | Aflevering "Renewal"                  |
| 2007 | CSI: NY                      | Televisieserie | Joe Silver                 | Aflevering "Buzzkill"                 |
| 2008 | New Amsterdam                | Televisieserie | Chris Duncan               | Aflevering "Keep the Change"          |
| 2009 | Glee                         | Televisieserie | Bedenker, schrijver        |                                       |
| 2009 | Staten Island                | Film           | Hippie in Tree             |                                       |
| 2009 | Infamous                     | Spel           | Stem                       |                                       |